# Robert DeLong
Robert Charles Edward Long (nacido en 1986) es un cantante y músico estadounidense proveniente  de Bothell, Washington. 

## Biografía
Robert DeLong nació en Washington pero se crio en Seattle. Su primer álbum es Just Movement, grabado en febrero de 2013; pero antes de grabar su álbum lanzó un sencillo  que le alzó a la fama: Global Concepts.

## Álbumes
- Global Concepts–Single (2012)
- Just Movement (2013)
- In The Cards (2015)

- Datos: Q12713042
- Multimedia: Robert DeLong / Q12713042